# روادانق
روادانق هي قرية في مقاطعة ورزقان، إيران. عدد سكان هذه القرية هو 186 في سنة 2006.